# Frontenex
Frontenex település Franciaországban, Savoie megyében. Lakosainak száma 1917 fő (2022. január 1.). Frontenex Cléry, Notre-Dame-des-Millières, Sainte-Hélène-sur-Isère, Saint-Vital, Tournon és Verrens-Arvey községekkel határos.

## Népesség
A település népességének változása:
| Lakosok száma | 1760 | 1839 | 1903 | 1898 | 1913 | 1928 | 1943 | 1933 | 1917 |
|               | 2013 | 2015 | 2016 | 2017 | 2018 | 2019 | 2020 | 2021 | 2022 |